# Sennariolo
Sennariolo är en ort och kommun i provinsen Oristano i regionen Sardinien i Italien. Kommunen hade 186 invånare (2017).